# Kajo
Albums de Mika Vainio
Ydin
(1999) In the Land of the Blind One-Eyed Is King
(2003)
Kajo est le sixième album solo du créateur finlandais de musique électronique Mika Vainio, et le troisième album qu'il publie sous son nom (après Onko et Ydin). Il est sorti en 2000 sur le label Touch.

## Production
Selon la notice accompagnant le CD, les 9 morceaux composant cet album ont été enregistrés en 1999 à Barcelone (où Vainio a établi son studio) et à New York. La couverture est une nature morte aux couleurs sombres photographiée par Jon Wozencroft.

## Accueil critique
Selon la critique du site AllMusic, cet album méditatif donne une touche humaine et mélancolique aux sonorités des machines industrielles et du câblage électrique.

## Liste des morceaux
1. Kytkentä / Connection – 4:33
2. Osittain / Partly – 4:18
3. Kolmas Piiri / Third Area – 4:46
4. Leslie / Leslie – 4:16
5. Lähetys / Transmission – 7:39
6. Aleksandrovsk / Aleksandrovsk – 4:00
7. Aaltomuoto / Waveform – 10:43
8. Unessa / In Sleep – 7:35
9. Takaísin / Returning – 6:23